# Copidosoma perseverans
Copidosoma perseverans är en stekelart som först beskrevs av Girault 1915.  Copidosoma perseverans ingår i släktet Copidosoma och familjen sköldlussteklar. Inga underarter finns listade i Catalogue of Life.